# L'avventuriero (romanzo)
L'avventuriero (Mikael Karvajalka) è un romanzo dell'autore finlandese Mika Waltari, pubblicato nel 1948. 
Il romanzo rappresenta la prima delle due parti della storia di Mikael, mentre Il vagabondo ne rappresenta la seconda parte. Vengono descritte le avventure di un giovane finlandese, Mikael Karvajalka, durante il XVI secolo, dall'Europa medievale fino alla Turchia dell'Impero ottomano, dove Mikael ne studia la religione e si converte all'Islam.